# Паркси
Па́ркси (эст. Parksi) — деревня на севере Эстонии в волости Куусалу, уезд Харьюмаа. 

## География и описание
Расположена в 49 километрах в востоку от Таллина, недалеко от побережья Балтийского моря, на границе с Ляэне-Вирумаа и национальным парком Лахемаа. Высота над уровнем моря — 64 метра.
Климат — умеренный.  Официальный язык — эстонский. Почтовый индекс — 74710.

## Население
По данным переписи населения 2021 года, в Паркси проживали 24 человека, все — эстонцы.
Численность населения деревни Паркси по данным переписей населения:
| Год  | 1959 | 1970 | 2000 | 2011 | 2021 |
| ---- | ---- | ---- | ---- | ---- | ---- |
| Чел. | 43   | ↘ 21 | ↘ 18 | ↗ 25 | ↘ 24 |

## История
В письменных источниках примерно 1694 года упоминается Barkus (разрозненный хутор), 1798 года — Porkseja (хутор), 1844 года — Parksi (хутор), примерно 1900 года — Паркси (деревня). 
Первоначально это был хутор кожевника, который в XVIII веке считался отдельным хутором (в 1716 и 1732 гг. — Parkiste) или присоединялся к деревне Ванакюла. В середине XIX века в лесах вокруг этого хутора появились новые хутора, в конце века к деревне прибавилось 15 хуторов, в том числе Муркси (эст. Murksi) и Пикаметса (эст. Pikametsa).
В 1977–1997 годах Паркси была частью деревни Ванакюла.

## Происхождение топонима
Деревня, предположительно, получила своё название по хутору кожевника, русского по национальности (в 1694 году он упоминается как Barckus Wenne Claus): эст. nahaparkal — «кожевник», эст. parkima — «дубить кожу».